# GSh-18半自動手槍
GSh-18（俄語：ГШ-18；俄罗斯国防部火箭炮兵装备总局代號：／）是一款由俄罗斯聯邦圖拉的武器製造商KBP儀器設計廠（俄語：Конструкторское бюро приборостроения，簡稱：KBP）在1990年代研製和生產的半自動手槍，發射多種9×19公釐帕拉貝倫彈，包括俄罗斯所研製的7N21（西里尔字母：7Н21）和7N31（西里尔字母：7Н31）兩種高壓子彈（+P+）。

## 簡介
GSh-18的名字來源於它的設計者格里亞澤夫（Vasily Gryazev）和希普諾夫（Arkady G. Shipunov），而數字18是表示其彈匣容量。

## 歷史
為1998年夏季開始，KBP以P-96“鋸鱗蝰”為藍本，開始了對GSh-18半自動手槍的研發，並在同年參加自1993年開始的俄羅斯軍隊新型手槍招標。
2000年1月，GSh-18開始進行測試，期間亦作出了一些改良；測試在同年夏季完成。2001年，GSh-18獲司法部、內務部和格魯烏特種部隊所採用，並在同年開始出口國外。
2003年，Gsh-18獲俄羅斯軍隊和執法機關以下的部份部隊所採用，與MP-443「烏鴉」和SPS一樣作為制式手槍，可是後兩者並不如MP-443般普及。
2011年，KPB儀器設計廠宣布了一項可供民間市場銷售的GSh-18的民用版本，並且使用經改良的扳機和撞針，以遵守俄羅斯槍械法律。該信息後來在2011年國際武器展及戶外經典展上首次展示樣槍時得到了證實。

## 設計細節
GSh-18的設計理念與奧地利格洛克手枪系列類似。整體而言，與其說是軍用手槍，GSh-18更像是一種操作簡便的警用手槍。該槍具有以下特點：
- 槍上大量導入高科技生產技術（常用的注塑、衝壓、焊接），以降低生產的複雜性；但由於需要使用現代材料（钢合金、複合材料等）和設備，因此其生產成本遠高於該MP-443「烏鴉」手槍
  - 截至2008年，根據國家軍用手槍結構報價，GSh-18半自動手槍銷售價格為14,810盧布／把；MP-443「烏鴉」手槍則為8,944.4盧布／把
  - 截至2012年，GSh-18半自動手槍的成本為23,314.44盧布／把[5]
- 採用了槍管短行程後座作用，以及一個不尋常的槍管凸輪偏轉式閉鎖結構
  - 槍管外表面具有10個組成環狀、分佈均勻的鎖耳，回轉角度約為18°
  - 雖然很少槍械使用，但這種槍機結構可以明顯地縮小武器的尺寸
- 套筒和槍管是由不鏽鋼所製造
  - 底把（套筒座部份）是由嵌入了钢板衝壓成型件的玻璃钢強化尼龙所製造，從而降低了武器的重量，亦增加了連接部位的強度
  - 亦由於塑料的吸震性能，因而降低了一些後座力的動量
- 冷鍛法製造的槍管具有6條多邊形膛線，扳機機構為撞針擊發、雙動操作，並設有一個預設式扳機，扳機上裝有3毫米厚的鋼板
- 採用近年流行的“预设型击针”系统：击针在套筒复进过程中先与阻铁咬合并初步压缩击针簧。扣动扳机后扳机连杆带动阻铁连同击针向后继续运动一段距离（继续压缩击针簧）后最终释放击针向前。此类设计的好处是不仅省去了常规击锤系统的大量部件，且较传统击针平移式击发系统更加安全（因为击针簧并不是完全压缩的，即使非常不巧地被意外释放，其能量往往也不足以击发底火），同时扳機扣力相對於其他纯雙動操作扳機手槍為小而且流暢，大約為15牛頓（3.37磅力），更容易於進行精確射擊
- 為了操作簡便，GSh-18没有設置手動保險，而是採用另外四道保險，分別是：扳機保險、不到位保險、撞針阻鐵聯鎖裝置保險和防早發保險，其多重保險系統給予這槍在任何的條件下充分安全，並且在國家靶場測試之中得到證實
- 在其他測試中，還包括GSh-18在待擊以下承受多次從1.5米掉下到混凝土板
- 在拋殼口後部具有一個小型上膛指示器（英语：Safety (firearms)#Loaded chamber indicator），與抽殼鉤零件中部相連；在彈藥上膛並且完全閉鎖之後，抽殼鉤與彈殼底緣嚙合並且帶動上膛指示器上抬，突出套筒表面
- 照門和準星尺寸寬大以便快速瞄準，照門的兩側設有側翼結構以避免產生虛光，另外還在機械瞄具上設有簡易夜間瞄準點，以保證使用者可以在低照度以下瞄準射擊，並可在套筒座前端可以安裝雷射瞄準器
- 供彈具為18發可拆卸式大容量雙排彈匣，彈匣的側面和後面都開設了大型觀察窗口並於彈匣左側刻有數字，可以目視和手指觸摸兩種方式判定彈匣內剩餘彈數[6]
- 為了方便抽取彈匣，GSh-18在握把底部兩側更具有缺口，亦設有無彈後定，掛機解脫桿位於套筒座左側；它同時也是槍身結合銷，在拆卸手槍的時候，可以藉助彈匣底座的突出部分將其抽出
- 零部件較少，只分為17件，相比以下格洛克17手槍則分為34件[1]

## 彈藥
GSh-18能夠發射標準9×19公釐帕拉貝倫彈，亦能發射俄罗斯所研製的7N21（西里尔字母：7Н21）和7N31（西里尔字母：7Н31）兩種高壓子彈（+P+）。
它使用的彈藥是KPB儀器設計廠專門研發的、侵徹力較高的9×19毫米7N31（西里尔字母：7Н31）穿甲型高壓手槍子彈。其彈芯採用經過熱處理的鋼芯（短的钝尖头钢柱，有的批次是小蘑菇状尖头），半裸在被甲外面，兩者之間的弹头圆柱部填充铝以起到铅套的作用（嵌入膛线且质轻），而弹头半圆部内是空腔。这一系列设计使得弹头粗短，质量很轻（4.2克），保证擊中硬目標後彈心與被甲可以轻松分離（原理类似老式反坦克炮的APCR弹药）。由於該彈除了小型穿甲钢芯外，还有一个等口径的弹体，且这个弹体由被甲、铝和空腔构成，再加上相当可观的初速，在命中软目标后，7N31的弹头相当容易发生类似于JHP弹的碎裂变形，杀伤力可观。与其他传统穿甲弹为了强化侵彻力而牺牲很多停止作用不同，7N31兼具良好的穿甲性能和对软目标强大的停止作用。
7N31彈藥的彈頭很輕（只有4.2克，而西方普遍的9×19毫米手槍子彈的彈頭重量則將近8克），而初速最高可以達到600米／秒，槍口能量則為600焦耳。7N31的高初速和特殊的彈頭結構有效地提高了彈頭的穿甲能力，使GSh-18具有擊穿所有已知的、包括軍用型防彈背心的威力，在15—20米的距離以內具有擊穿含三級防護以下的防彈背心或者8毫米厚的鋼板的威力。
此外，GSh-18的設計強度令它可以發射俄羅斯和國外生產的商業型9×19毫米手槍彈藥和同樣由俄羅斯研制、各方面（槍口能量、穿甲威力）介乎於前兩種槍彈之間的7N21手槍彈藥。

## 採用
GSh-18半自動手槍是專為近距離戰鬥設計的軍用半自動手槍，具有體積小、質量輕、彈匣容量大和射擊穩定性高等優點，是俄羅斯軍用手槍中的佼佼者。
目前俄羅斯部份執法機關已經裝備了GSh-18，當中它最受俄羅斯警察，特別是車輛檢查人員的歡迎。GSh-18輕巧、體積小及便於隨身攜帶，在配用7N31穿甲彈時還可以擊斃車輛內負隅頑抗的疑犯。

## 衍生型

### GSh-18戰術修改型
於2012年公佈，使用塑料彈匣，改變了扳機護環的形式，略為增加底把防塵蓋的長度，而且增加MIL-STD-1913戰術導軌。

### GSh-18S“運動”
GSh-18S“運動”（俄語：ГШ-18С «Спорт»）是GSh-18的民用版本。該槍於2010年10月在KPB設計局一個大型武器展覽上首次展出。其特點是扳機設計簡化（取消了預設式扳機），並將彈匣容量減少到10發，以遵守俄羅斯槍械法律。標準包裝中包括2個彈匣，一條備用撞針弹簧和一根清潔棒。這些信息在2011年IWA所顯示的樣品槍中得到證實。

### GSh-18S“運動2”
GSh-18S“運動2”（俄語：ГШ-18С «Спорт2»）是GSh-18的民用版本。它在2012年初批量生產。其特點是扳機設計簡化（取消了預設式扳機），彈匣容量為18發。

### GSh-18T
GSh-18T（俄語：ГШ-18Т）是GSh-18的民用型版本，於2010年10月公佈，為一款只能發射.45口徑橡膠子彈類彈藥的非致命性手槍。

## 使用國

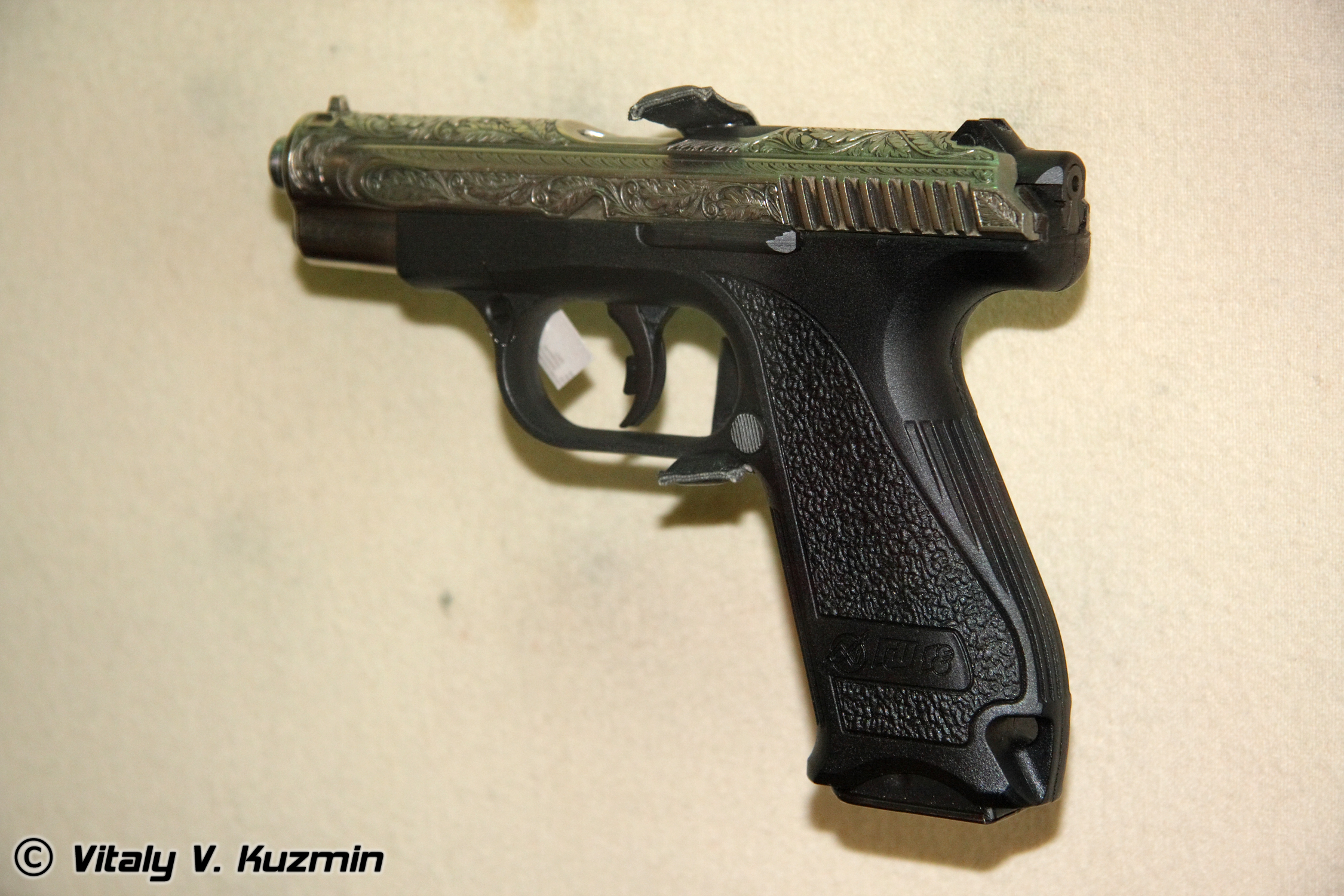
在圖拉國家武器博物館上展出的GSh-18工藝型。

| 國家   | 組織名稱           | 型號 | 數量 | 採用年份 |
| ------ | ------------------ | ---- | ---- | -------- |
| 俄羅斯 | 俄羅斯聯邦武裝力量 | —    | —    | 2003年   |
| 俄羅斯 | 俄羅斯聯邦司法部   | —    | —    | 2000年   |
| 俄羅斯 | 俄羅斯聯邦内務部   | —    | —    | 2001年   |
| 俄羅斯 | 土星特別用途單位   | —    | —    | 2001年   |
| 俄羅斯 | 多個警察機關       | —    | —    | 2001年   |
| 俄羅斯 | 執法機構           | —    | —    | 2001年   |
| 叙利亚 | 敘利亞武裝力量     | —    | —    | —        |
| 叙利亚 | 敘利亞共和國衛隊   | —    | —    | —        |
| 叙利亚 | 警察機關           | —    | —    | —        |

## 流行文化

### 电子游戏
- 2010年—《阿尔法协议》：命名為「UC .50手槍」，在莫斯科後找到格里戈里以後解鎖，奇怪地發射.50口徑子彈。升級後的淺棕色底把版本則命名為「UC哥薩克手槍」；再升級後的版本則命名為「UC委員手槍」。起始彈藥容量是12發（「UC委員手槍」則為13發），可提升至18發（「UC委員手槍」則為19發）。可以使用Mark 3消聲器和紅點鏡技能。
- 2012年—：命名為「GSh-18」，以18發彈匣供彈，可以使用紅點鏡、消聲器、燃燒彈藥和雷射瞄準器。
- 2015年—：由俄罗斯特种部队幹員所使用。
- 2016年—《少女前線》：萌擬人化的少女手槍戰術人形，可透過消耗遊戲內的道具電池一定數量後獲得。

## 資料來源
1. 1 2 3 4 5 6 7 8 9 10  Владимир Доквадзе. ГШ-18. Серьёзный аргумент. （页面存档备份，存于） // журнал "Ружьё", № 4, 2008
2. 1 2  Евгений Александров. Дело «Грачей». Новые пистолеты Российской армии. // журнал «Калашников. Оружие, боеприпасы, снаряжение», № 4, 2003 г. стр.12-17
3. ↑  "девятимиллиметровый пистолет ГШ-18. Это один из самых дорогих подарков - 23 314.44 руб."
Руслан Игнатьев. Оружие в законе （页面存档备份，存于） // "Экспресс-газета", № 32 (913) от 15 августа 2012
4. ↑  .   [2012-12-19]. （原始内容存档于2013-09-17）.
5. ↑  Руслан Игнатьев. Оружие в законе （页面存档备份，存于） // "Экспресс-газета", № 32 (913) от 15 августа 2012
6. ↑  .   [2012-12-19]. （原始内容存档于2012-12-27）.
7. ↑  .   [2012-06-07]. （原始内容存档于2013-12-27）.
8. ↑  .   [2012-12-19]. （原始内容存档于2007-09-18）.
9. ↑  .   [2013-07-18]. （原始内容存档于2013-12-24）.
10. ↑  ГШ-18 СПОРТ （页面存档备份，存于） / официальный сайт Тульского КБ Приборостроения
11. ↑  Постановление Правительства Российской Федерации № 166 от 21 марта 2003 г.
12. 1 2 3 4  “Перечень типов и моделей боевого ручного стрелкового оружия, состоящего на вооружении прокуратуры Российской Федерации и предназначенного для личной защиты прокуроров и следователей ... 7. 9 мм пистолет ПЯ (6П35)”
2006年9月16日俄羅斯聯邦政府第568號決議案（Постановление Правительства Российской Федерации № 568 от 16 сентября 2006 года）
13. 1 2 3 4  “Утвердить прилагаемые: перечень боевого ручного стрелкового и иного оружия, патронов к нему, специальных средств, оборудования и снаряжения Федеральной службы судебных приставов ... Пистолеты ... 3 в) 9 мм пистолет Ярыгина (6П35)”
2006年9月16日俄羅斯聯邦政府第568號決議案“關於向聯邦政府法警提供近身作戰輕武器及其他武器、彈藥、專用工具、設備和設備”（Постановление Правительства Российской Федерации № 776 от 2 октября 2009 года "Об обеспечении боевым ручным стрелковым и иным оружием, патронами к нему, специальными средствами, оборудованием и снаряжением Федеральной службы судебных приставов"）

## 外部連結
- （俄文）—KBP官方網站（页面存档备份，存于）
- （英文）—Modern Firearms—GSh-18
- （英文）—The Firearm Blog.com—
  - GSh-18 Pistol punching holes in steel（页面存档备份，存于）
  - Kalashnikov Concern, Tula, TsNIITochMash at IDEX（页面存档备份，存于）
  - A Look At A Russian Rotary: The GSh-18 Pistol（页面存档备份，存于）
- （简体中文）—D Boy Gun World（槍炮世界）—GSh-18手枪 （页面存档备份，存于）